# インディアン寄宿学校

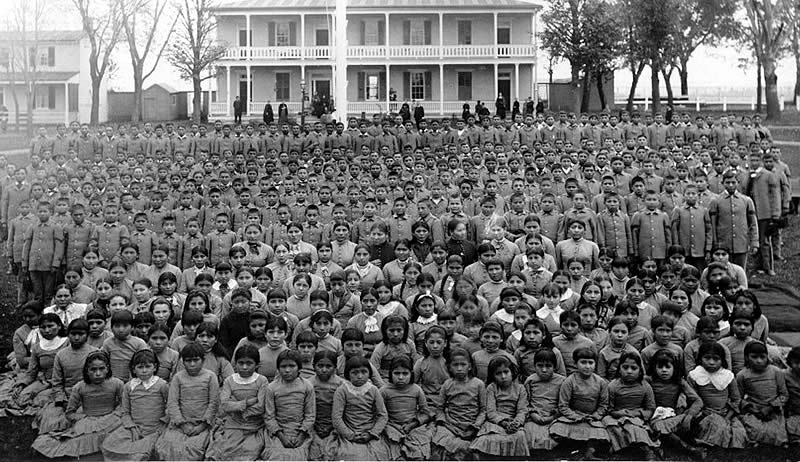
「カーライル・インディアン工業学校」のインディアン生徒たち、1900年頃

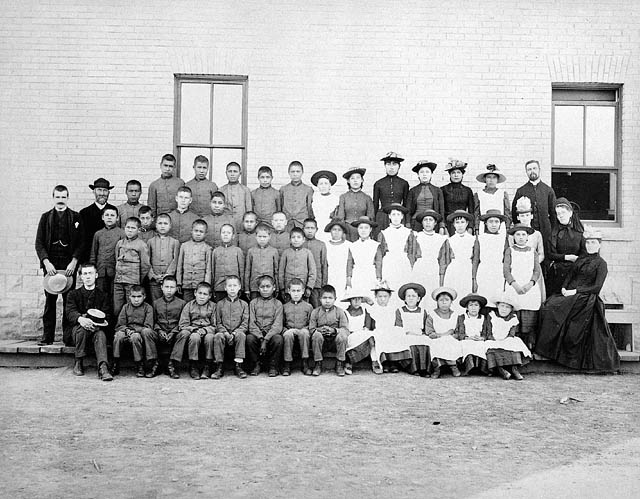
カナダ・マニトバの「聖ポール・インディアン工業学校」のインディアン生徒たち（1901年）

インディアン寄宿学校（インディアンきしゅくがっこう、Indian boarding school）とは、19世紀後半から20世紀にかけて主としてアメリカ合衆国やカナダで作られたインディアンの若年者を同化教育（Americanization）するための私立施設。

## 概要

### アメリカ
1879年11月1日、インディアン戦争に従事した将校、リチャード・ヘンリー・プラット中尉がペンシルベニア州にアメリカで最初の同化施設としての先住民寄宿舎学校「カーライル・インディアン工業学校」を設立した。1892年、彼はデンバーでの演説で寄宿舎学校制度を「うちなるインディアンを殺し、その人間を救う」という言葉でもって説明した。また、1885年、インディアン事務局の監督官を務めたハイラム・プライスは、「彼らと戦うより、彼らに教育を与えたほうがより安価ですむ」と、新たなインディアン政策としての同化政策と寄宿舎学校制度の効率性を主張した。インディアン討伐戦争と寄宿舎学校制度が、先住民を根絶することを目指す点において同根にあったことを示すものである。
その後、多くアメリカ中で設立された寄宿舎学校はカーライルと同様に「工業学校」と名付けられたものが多く、リザベーション（保留地）に暮らす先住民の子どもたちを、親と先住民共同体から強制的に引き離し、彼らの宗教や習慣、言語を禁止して、「内なるインディアンを殺し、人間を救う」を合言葉に、キリスト教や英語教育、職業教育などを行った。証言によると、「工業学校」という名の通り、数学の基礎や品詞など英語文法の基本よりも、大工や家政などに多く比重をおいた職業訓練であったという。
こうした方針はインディアン民族のアイデンティティに深刻な影響を与えるもので、2000年にインディアン管理局（Bureau of Indian Affairs、BIA）局長ケビン・ガバー(Kevin Gover)はBIAの公式な文書でこれを「アメリカ合衆国によるインディアン部族に対する民族浄化である」と記載している。
その影響については20世紀から21世紀にかけて、アメリカでドキュメンタリーの題材として盛んに採りあげられた。
アーカンソー州に本部を置くインディアン組織「アメリカインディアンの生得権の支援センター（The American Indian Heritage Support Center）」は、彼らの公式サイトで「インディアン寄宿学校」についてこう述べている。
「インディアン教育政策は歴史的に、 部族の主権とインディアンの文化を破壊するために西洋人が設立し行使した、『孤立と同化のための兵器』です。 部族の主権とインディアンの文化を破壊することによって、これらの教育政策は本質的に、インディアン個人個人を滅ぼそうとしたさまざまな政策のうちのひとつなのです。」
2024年12月22日、ワシントン・ポスト紙は公文書を通じて寄宿学校で死亡した生徒の数を調査。少なくとも3104人が死亡したとする結果を報じた。これは政府の公式発表の3倍に相当する数。

### カナダ
参考：カナダの先住民寄宿学校。カナダにおいては、アメリカよりも早く、1840年代に「インディアン寄宿学校」が発足している。成り立ちや目的は、アメリカと同じく民族浄化のためのもので、カナダ最後の「インディアン寄宿学校」が閉鎖されたのは、1996年になってようやくのことであった。

## カーライル・インディアン工業学校

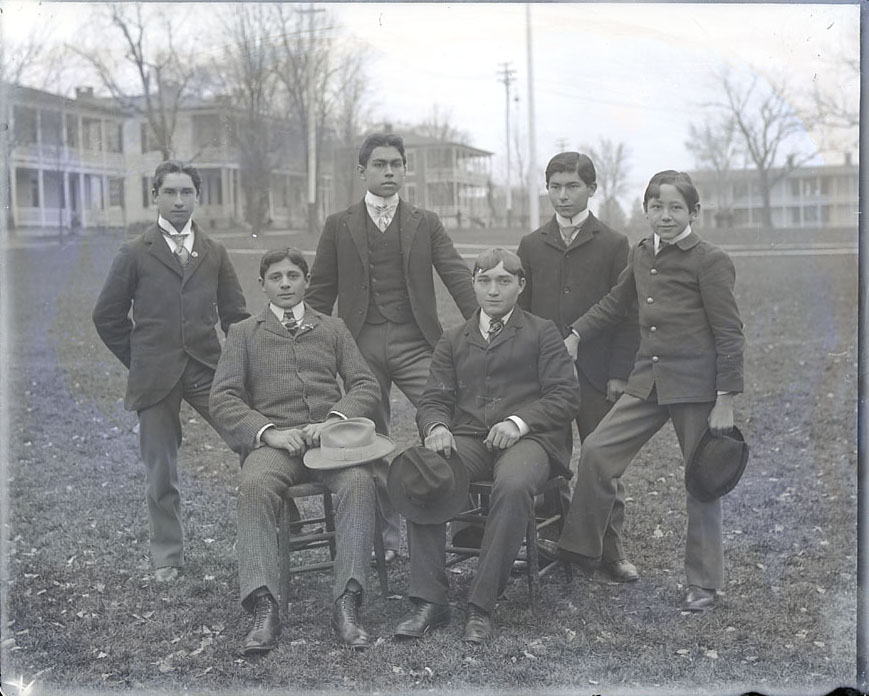
「カーライル・インディアン工業学校」の男子生徒たち、1879年

「カーライル・インディアン工業学校」は、対大平原部族戦に従事した軍人、リチャード・ヘンリー・プラット少尉の、内務省の出先機関BIAへの働きかけで、元軍事施設を利用して、1884年にペンシルベニア州カーライルに創設された「インディアン寄宿学校」の第一号である。
1875年、カイオワ族、コマンチ族、シャイアン族、アラパホー族他の対白人抵抗戦の指導者・戦士たちはフロリダ州のセントオーガスティンにあったマリオン砦に護送され、無期拘留の囚人となった。ここで死んでいくインディアンたちを見たプラット少尉は、彼らを牢から出し、英語の読み書きを教え、パン職人、水夫、漁夫、農夫などとして職業訓練を行い、三年後には、彼らが白人の生活に順応できるようになったとして釈放させた。この経験を元に、プラットはインディアンを子供の段階から一般の農夫や労働者に同化しうる「生産的なアメリカ市民」として育てるべく、以下の理念でもって、カーライル校の初代校長となった。
「インディアン問題の根本的な解決は、教育にある。子供のうちからインディアンとしての自覚、民族性全てを剥ぎ取って、アメリカ市民に同化させる。彼らを職業訓練し、産業化思考を教え込むべきである」
BIAは、このプラットの思いつきに賛同し、拘置所が元となったカーライル校をモデルに、全米各州にインディアン寄宿学校が設けられた。1887年、BIA局長は以下の通達を出した。
「インディアン寄宿学校は英語のみにて教育を施すべし。インディアン語は一切を禁ず。インディアン児童は、キリスト教各派の教えにより文明の何たるかを学ぶべし。インディアンの宗教は一切を禁ずる」
プラットの掲げた「生産的なアメリカ市民」という美辞麗句の裏には、「義務」の強制と同時に「権利」の剥奪をも伴っていることに留意すべきである。かつてインディアン側が白人子女をさらい、部族員として教育した例は多いが、これはほとんど例外なく米国陸軍の派遣によって奪還された。異民族間で行われたこの施策であるが、あくまで白人側からの一方的な図式で成り立ったものであった。

## インディアン寄宿学校での生活

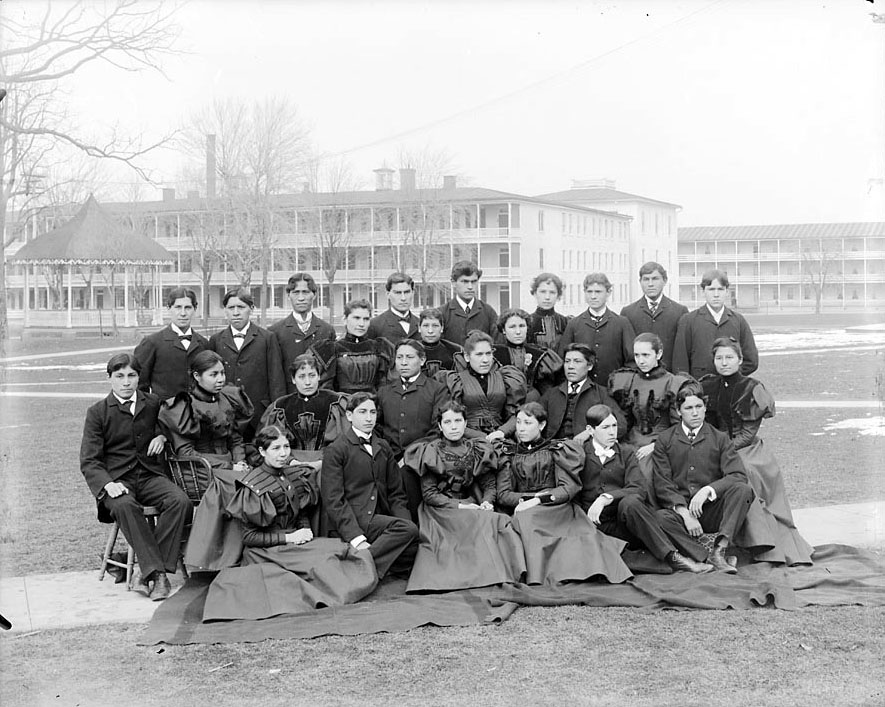
カーライル・インディアン工業学校の生徒たち、1879年

「インディアン寄宿学校」での生活は、以下のようなものであった。
親元から引き離されたインディアンの5歳から10歳までの児童たちは、「黄色いバス」に乗せられ、わざと彼らの保留地から数百キロ離れて選んだ地に入学させられた。入学するとまず身体を洗われて部族の衣服を脱がされ、制服に着替えさせられ、髪を短く切られた。インディアンにとって髪を切るのは、身内が亡くなった時である。ミネソタ州の「パイプ・ストーン寄宿学校」に入れられたデニス・バンクスはこのときの自らの体験として、「みんな家族が死んだと思って泣き叫んだ」と回想している。
部族の名を名乗ることは禁じられ、「ハンフリー」や「マーガレット」といった白人の名前のいくつかの候補の中から適当なものをつけられた。日常生活は朝6時から午後10時までで、軍服での行進が日課にあり、軍事教練を基本にした規律で縛られた。教員は白人だった。学習内容は、読み書き算数のほか、男子は大工仕事や農業、女子は白人料理と裁縫といった手内職である。このほとんどは保留地では何の役にも立たなかった。課目は過密であり、生徒に考える余裕を持たせないように図られていた。

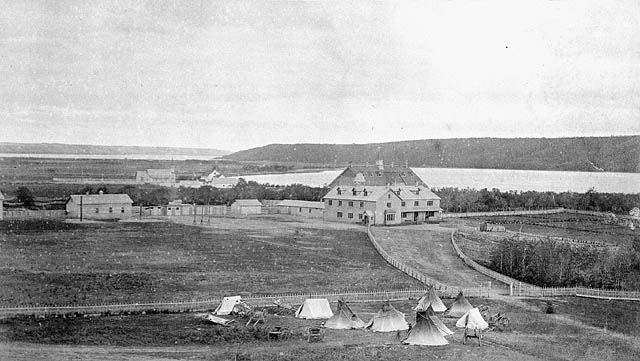
カナダの「カペル・インディアン寄宿学校」。インディアン生徒の親たちは施設の立ち入りを禁じられ、子供に面会するためには学校の外で野営しなければならなかった（1885年）

聖書の暗記とキリスト教の祈祷が強制され、部族の信仰は弾圧され禁止された。英語以外の言葉で話すことは禁じられ、話せば「汚い」言葉を話した罰として教師に石鹸を食べさせられたり、石鹸で口をゆすがされたり、ビンタを食うなどした。もちろん、彼らの幼い心は深い心的外傷を負った。白人の食べ物しか食べさせられず、インディアンの伝統食は許されなかった。児童生徒たちに許された娯楽はフットボールや野球といった白人の遊びだけで、伝統的な遊びは許されなかった。
学校によって異なったが、学年は最大で12学年まであり、学期末の夏休みにのみ故郷の保留地への帰省が許されたが、家族の事情で帰省できない児童も多かった。脱走も多かったが、家から数百マイルという距離がそれを阻止した。ホームシックにかかることは「恥ずべきこと」とされ、脱走者には、「ホット・ライン」というガントレットに似た懲罰が加えられた。これは、教師がまず鞭を加え、次に鞭や棒を持って並ばせた20人ほどの生徒達が殴りかかる中を走らされるというものである。前述のデニス・バンクスはそれでも抵抗したために、教師によって丸刈りにされ、数日間女子の制服を着せられて生活させられたと語っている。児童生徒が精神的虐待や性的虐待を受ける例もあった。
学生たちは、インディアンの生活様式が白人のものよりも「野蛮で劣っている（savage and inferior）」と教え込まれ、彼らは寄宿学校に入ることでより良い生活様式に教化・上昇（raised up）していると教えられた。また、伝統文化を守るインディアンたちは「ばか（stupid）で汚い（dirty）」とされ、最も速く白人文化に同化したインディアン達を「良いインディアン」と呼び、そうでない人々を「悪いインディアン」と呼ばせた。
インディアン学生は、お互いをスパイする義務が課せられており、つねに教師による監視下にあり、プライバシーは一切無かった。これはほとんどのインディアン部族がプライバシーを非常に尊重する文化を持っているのと対照的である。

## アパッチ族の悲劇
寄宿学校制度の初期には、学校の衛生状態が劣悪だったために、天然痘やその他の白人の病気をうつされた児童が数十人単位で死亡する例も多かった。以下のアパッチ族の例は珍しいものではない。
1886年秋、ジェロニモたちの降伏のすぐ後に、チリカワ・アパッチ族の子供たちが親元から引き離され、カーライル・インディアン工業学校へ送られた（写真）。総勢112人の子供たちのうち、その後3年間で30人が白人の病気に罹って死亡し、数十人が心と身体に重い病を負って故郷に還されるという悲劇を起こす事となった。

## アメリカ政府とインディアン寄宿学校
「インディアン寄宿学校」は、様々な政治的道具としても利用された。
1906年、アメリカ政府はホピ族に対して騎兵隊を送り込み、老若男女合わせた全部族民の「インディアン寄宿学校」への入学を強要した。ホピ族はこれに断固反発し、署名しなかった。アメリカ政府の目的は、彼らホピ族の土地に眠る時価10億ドル相当の石炭、石油、水資源であり、この「インディアン寄宿学校」入学を強制移住の手段として、これら地下資源を私企業に売り渡す計画が進んでいたのである。
寄宿学校が相次いで作られたのに対し、インディアンの保留地内には1940年代になってもなお公立の学校は作られなかった。「教育」はすべて保留地外の寄宿学校で行われたのである。
強制就学であるにもかかわらず、私立の寄宿学校の年間学費は、1940年代当時で50ドルという高額なものだった。これはインディアン児童の親に対しても多大な経済的負担を強いるものであった。

## 寄宿学校とインディアン教育を取り巻くその後の歴史
この「文明化」、及び「同化」のプログラムは1926年まで持続したが、1933年にフランクリン・ルーズベルト大統領の任命を受けBIA局長に就任したジョン・コリアーは、1934年に「インディアン再編成法令」を可決し、インディアンの自治を促す方針を挙げて同化政策は公式目標から外された。  
しかし、1940年代から50年代にかけ、再び同化政策は標準目標化された。  第二次世界大戦の間、保留地のための基金が削られた一方、校舎は老朽化し、寄宿学校は閉鎖され、インディアン学生は保留地から離れた全寮制インディアン学校に通うよう強制された。これはその後50年に渡って「反再編成方針」として続けられた。
1960年代になると、「インディアン若者会議（NIYC）」や「アメリカインディアン運動（AIM））」など、組織化されたインディアンたちの抵抗勢力がアメリカ政府が推し進める同化政策と戦い始めた。これを受けて1965年、議会に「インディアンの教育に関する国家諮問協議会 （NACIE）」が設立され、1968年には合衆国政府のインディアン政策決定に関して、インディアン当人たちの参加を容易にするための「インディアンの機会に関する国家会議（NCIO）」が、ようやく合衆国政府に設立された。
1969年、「インディアンの教育：国家的悲劇、国家的挑戦」と題して、上院小委員会と公共福祉委員会からなる「インディアン教育特別小委員会」によって「上院報告書91-501（「ケネディ報告書）」がまとめられ、提出された。この報告書は「アメリカインディアンに対する連邦政府の優越的方針は、強制的な同化のうちのひとつである」と述べ、「そしてその政策はインディアンの子供たちの教育に、悲惨な影響を与えた」と記している。
全米のインディアンの教育方針を束ねる「インディアン教育事務所（OIE）」は元々、「公共法令92-318」の4項目目に基づいて創設された。この法令は一般的に「1972年のインディアン教育法」と呼ばれているが、この法令は、BIAと同様に、アメリカ合衆国に属するすべてのインディアンや、アラスカのエスキモー、アレウトの学生や部族の教育のために直接的な資金援助を提供する、たったひとつきりの異様な連邦法となっている。
1995年、「インディアン教育事務所（OIE）」はアメリカ連邦議会で1ドルしか予算配分されず、実質的に廃止状態となった。部族代表者と汎インディアン組織の代表たちは、ワシントンDCへ出向いて徹夜で議会に抗議し、継続的な資金提供の確約を呼び掛けて報道会見を行った。

## BIAの歴史的謝罪
2000年、BIA副長官ケビン・ガバー（1997～2001年まで就任。 彼はポーニー族である）は、寄宿学校を始めとする施政にまつわる、数十億ドルに上るインディアン基金のBIAによる不正隠匿を認めたうえで、過去百数十年にわたる部族強制移住と同化政策の犯罪性を認め、全米のインディアン部族に対し、涙に濡れながら歴史的な謝罪を行った。以下は彼によるその声明である。インディアン部族で満員の会場は、涙と嗚咽、拍手で沸きかえった
「私達は二度と貴方がたの宗教、言語、儀式、また部族のやり方を攻撃することはありません。私達は二度と、貴方がたの子供を里子に出させ、自分たちを恥ずべきものと教えるつもりはありません。」

## カナダにおける寄宿舎学校墓地の調査
カナダでは1863年から1998年までの間に15万人以上の先住民の子どもが寄宿学校での生活を強制された。2008年、先住民寄宿学校の実態とその影響を調査する「カナダ真実和解委員会」(TRC) が発足した。委員会は、5年間の詳細な調査に基づき、寄宿舎学校制度が文化的ジェノサイドに相当するとした複数の最終報告書を発表した。2015年にその取り組みと記録はマニトバ大学の「国立真実和解センター」（NCTR）へと継承され、地中探知レーダーなどを使った調査が続けられている。
2021年5月27日、ブリティッシュコロンビア州、カムループス・インディアン・レジデンシャル・スクールの敷地跡から3歳の子供を含む215人の遺骨が発掘された。この寄宿学校は1890年にカナダ政府の意向をうけカトリック教会が開校・運営し、1969年には政府の運営となった後、1978年に閉校された。また続いて6月25日にはサスカチュワン州のカウェセス先住民居住区にあるマリヴァル寄宿学校の敷地内において、名の記されていない墓が751基見つかったと報告されている。
2022年7月25日、ローマ教皇フランシスコはカナダを訪問。先住民に対して謝罪を行った。

## 著名な卒業者
- ジム・ソープ
- ビリー・ミルズ
- デニス・バンクス
- ジャック・バドリュー - 朝鮮戦争で戦死した最初のインディアン